# Vleermuiswouw
De vleermuiswouw (Macheiramphus alcinus) is een roofvogel uit de familie van de havikachtigen (Accipitridae). Het verspreidingsgebied is zeer disjunct: het beslaat het centrale en westelijke deel van Afrika ten zuiden van de Sahara, kleine gebieden op Madagaskar, het schiereiland Malakka en grote delen van Indonesië en Zuidoost-Nieuw-Guinea.
De soort leeft in groenblijvende tropische bossen. De dieren voeden zich voornamelijk met vleermuizen en kleine vogels. Als een van de weinige roofvogels jagen ze na zonsondergang. Ze broeden in grote delen van het verspreidingsgebied niet in vaste seizoenen, het broedseizoen hangt grotendeels af van de beschikbaarheid van voedsel.
Het monotypische geslacht Macheiramphus had lang een onduidelijke positie binnen de familie van de havikachtigen. De nauwst verwante soorten bleken na DNA-analyse de wurgarend (Morphnus guianensis), de harpij (Harpia harpya) en de Nieuw-Guinese harpij-arend (Harpyopsis novaeguineae).

## Kenmerken
De vleermuiswouw is een middelgrote roofvogel met valkachtige vorm, een smalle, kleine snavel, grote ogen, een korte staart en kleine kop. De nominaat M. alcinus alcinus vertoont seksueel dimorfisme; de vrouwtjes zijn gemiddeld 6% groter dan mannetjes.

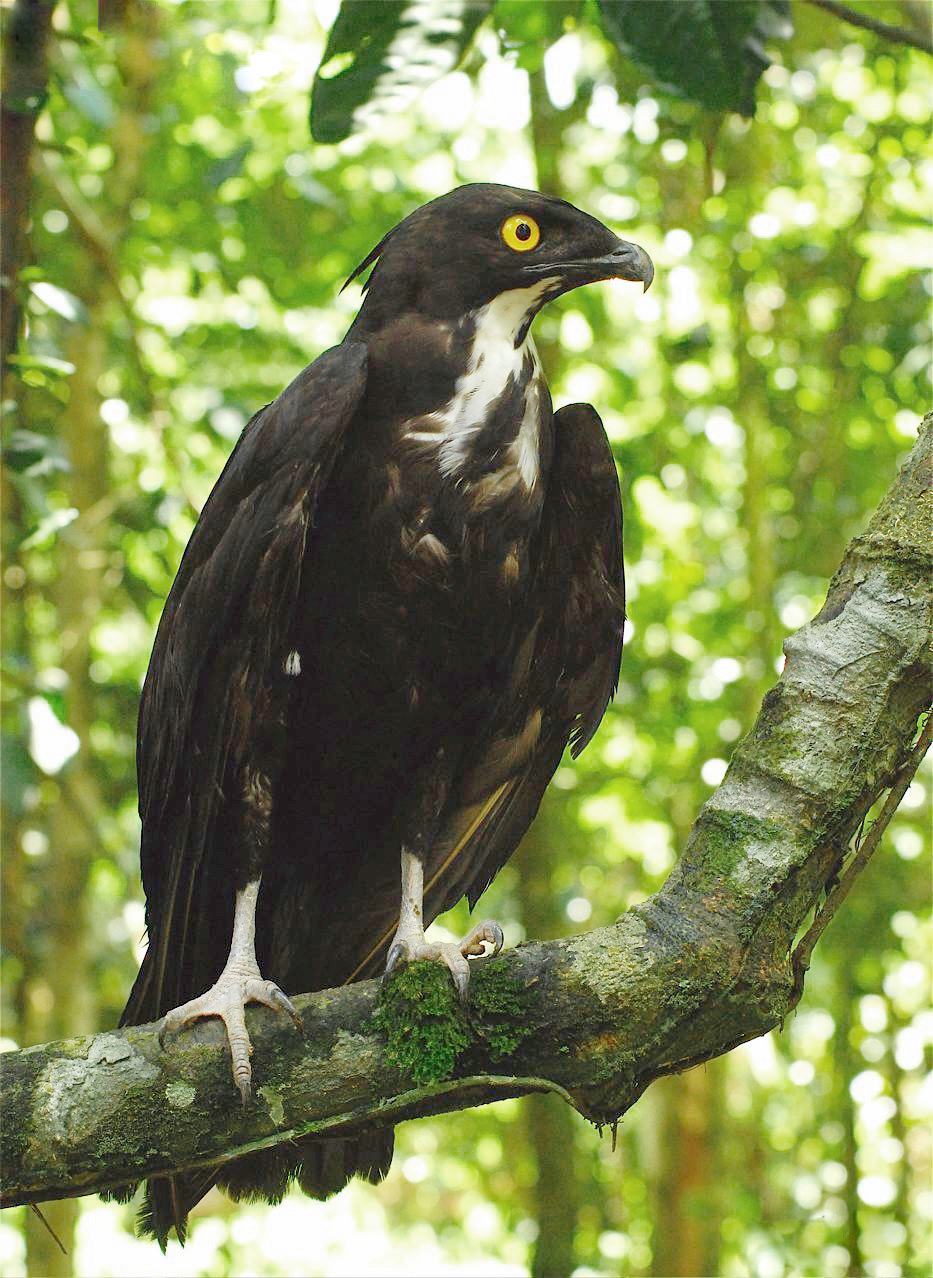
Vleermuiswouw in Kinabatangan in Sabah (Borneo).

Het gewicht van volwassen vogels is gemiddeld tussen de 600 en 650 g en de lichaamslengte tussen 41 en 51 cm. De vleugellengte is 37,1 tot 41,2 cm en de spanwijdte is 95 tot 120 cm, terwijl de staart 16,6 tot 18,4 cm.
Juveniele en onvolwassen vogels hebben bijna dezelfde kenmerken als volwassen vogels; hun verenkleed heeft echter meer wit aan de onderzijde. Ze hebben ook een borstband van bruine spikkels. De iris van jonge vogels is bruin voor ze de uiteindelijke gele kleur verkrijgen.

## Taxonomie

### Wetenschappelijke naam
De wetenschappelijke naam van de vleermuiswouw zorgde enkele decennia voor verwarring. In 1850 werd hij door Bonaparte als Macheiramphus alcinus voor het eerst beschreven. Een jaar later, beschreef Westerman dezelfde soort als Machaeramphus alcinus. Aangezien Westermans beschrijving in eerste instantie geantedateerd was naar 1848, was Machaeramphus tot het midden van de 20e eeuw de geldige geslachtsnaam van de soort. Deignan wees in 1960 op deze fout. Daarop werd Macheiramphus de gebruikelijke naam voor het geslacht.

### Ondersoorten
Er worden drie ondersoorten onderscheiden:
- M. alcinus alcinus - Bonaparte, 1850, de nominaatform die voorkomt op het Maleise schiereiland, Sumatra, Sulawesi en Borneo.
- M. alcinus papuans - (Mayr), 1940, die voorkomt in het Owen Stanley-gebergte op Nieuw-Guinea. Deze ondersoort is iets kleiner dan de kleiner dan nominaatform en heeft een witte nekband en een wittere onderzijde.
- M. alcinus anderssoni - (Gurney), 1866, de sub-Sahara ondersoort die met 13% verschil in grootte een aanzienlijk groter seksueel dimorfisme toont dan de andere twee ondersoorten. Ze is kleiner dan M. a. alcinus en M. a. papuans. Staart- en vleugelveren zijn donker-gestreept, de witte kleur aan de onderzijde varieert sterk.

## Leefgebied en status
De vleermuiswouw is een plaatselijk algemeen voorkomende vogel in de nabijheid van kalksteengrotten of bos met veel holle bomen waar veel vleermuizen verblijven. Deze roofvogel heeft een enorm groot verspreidingsgebied en daardoor alleen al is de kans op de status kwetsbaar (voor uitsterven) uiterst gering. De grootte van de populatie wordt geschat op 670 tot 6.700 volwassen dieren. Dit aantal blijft stabiel. Om deze redenen staat de vleermuiswouw als niet bedreigd op de Rode Lijst van de IUCN.